# Helmut Dörner
Helmut Dörner (* 26. Juni 1909 in München-Gladbach; † 11. Februar 1945 in Budapest) war ein deutscher Offizier der Schutzpolizei sowie der Schutzstaffel und Waffen-SS im Zweiten Weltkrieg. Bei Kriegsende bekleidete er den Dienstrang eines SS-Oberführers. Dörner war einer von zwanzig Angehörigen der Waffen-SS, denen das Ritterkreuz des Eisernen Kreuzes mit Eichenlaub und Schwerter verliehen worden ist. Er war 1944 in Griechenland für zahlreiche Kriegsverbrechen gegenüber der dortigen Zivilbevölkerung verantwortlich.

## Militärische Laufbahn
Dörner war der Sohn eines Geschäftsmanns. Er trat am 6. Oktober 1927 als Polizeioffiziersanwärter in den allgemeinen Polizeidienst ein. Seine Ausbildung absolvierte er bei der Schutzpolizeischule in Bonn. Nach dessen erfolgreichen Abschluss, wurde Dörner 1928 in den Polizeidienst nach Düsseldorf versetzt. Während seiner dortigen Dienstzeit, absolvierte Dörner vom 15. März 1933 bis 1. November 1934 in der Landespolizei-Abteilung Bonn seine vormilitärische Ausbildung bei der Reichswehr im Range eines Unteroffiziers der Reserve. Noch 1934 wechselte Dörner in den Polizeidienst nach Gladbach-Rheydt über, wo er bis 1937 seinen Dienst verrichtete. Am 20. April 1937 erfolgte seine Beförderung zum Leutnant der Schutzpolizei mit Wirkung vom 1. April 1937. Zum 1. Mai 1937 erfolgte sein Wechsel in den Polizeidienst von Essen. Am 1. Juni 1937 beantragte er die Aufnahme in die NSDAP und wurde rückwirkend zum 1. Mai desselben Jahres aufgenommen (Mitgliedsnummer 5.602.263). Im März 1938 nahm Dörner im Zuge des „Anschlusses“ am Einmarsch nach Österreich teil. Zuvor war er am 20. Januar 1938 zum Oberleutnant der Schutzpolizei befördert worden. Am 11. September 1939 erfolgte seine Beförderung zum Hauptmann der Schutzpolizei.

### Zweiter Weltkrieg
Nach Beginn des Zweiten Weltkrieges wurde Dörner am 1. Oktober 1939 der Polizei-Division zugeteilt, die an diesem Tage durch das Hauptamt der Ordnungspolizei in Zusammenarbeit mit dem Wehrkreiskommando III auf dem Truppenübungsplatz in Wandern (Mark Brandenburg) etabliert worden war. Dort fungierte Dörner zunächst als Zugführer. Später stieg er zum Chef der 2. Kompanie auf. Am 1. Januar 1940 wurde Dörner als SS-Hauptsturmführer der Reserve dem Stammbezirk 25 zugeteilt. Am 10. Februar 1940 erfolgte seine Übernahme in die Waffen-SS (SS-Nummer 422.156).
Im Frühjahr 1940 nahm Dörner im Verband der Polizei-Division am Westfeldzug teil. Hier wurde ihm am 14. Juni bzw. am 19. Juni 1940 das Eiserne Kreuz II. und I. Klasse verliehen. Ab Juni 1941 erfolgte im Rahmen des Ostfeldzuges sein Einsatz an der Ostfront. Am 5. August 1941 wurde er vor Luga durch eine Granate verwundet, was zur Verleihung des Verwundetenabzeichens in Schwarz am 2. Oktober 1941 führte. Am gleichen Tag erhielt er auch das Infanterie-Sturmabzeichen in Silber. Die Division um Dörner stieß sodann weiter östlich vor und war an der Leningrader Blockade maßgeblich beteiligt. Am 24. Dezember 1941 erhielt Dörner als SS-Hauptsturmführer der Reserve und Chef einer 14. (Pz.Jg.) Kompanie das Deutsche Kreuz in Gold verliehen. Am 1. Januar 1942 wurde Dörner zum Kommandeur des II. Bataillons des SS-Polizei-Schützen-Regiments ernannt. Wenige Tage später, am 5. Januar 1942, erfolgte Dörners Beförderung zum Major der Schutzpolizei sowie zugleich die Beförderung zum SS-Sturmbannführer der Reserve. Zum 1. April 1942 wurde Dörner in das Dienstverhältnis eines aktiven SS-Führers in die Waffen-SS im Range eines SS-Hauptsturmführers übernommen. Hier wurde Dörner am 15. Mai 1942 im Rang eines Majors mit dem Ritterkreuz des Eisernen Kreuzes ausgezeichnet. Die Verleihung wurde in der Presse publik gemacht. In der Verleihungsbegründung werden Dörners Führungsleistungen an den Kämpfen an der Rollbahn Mostki im März 1942 angeführt, die zur Verbindung seiner Einheit mit der 58. Infanterie-Division geführt hatten.
Im Januar 1943 absolvierte Dörner an der Abteilungs-Führer-Schule für Schnelle Truppen in Paris einen Lehrgang. Nach seiner Rückkehr an der Ostfront, befehligte Dörner von 10. Februar bis 24. Februar 1943 als Führer des Abschnitts Ost Teile der SS-Polizei-Division in der Zweiten Ladoga-Schlacht. Am 20. April 1943 erfolgte seine Beförderung zum SS-Obersturmbannführer. Zum 23. Mai 1943 wurde Dörner zum Kommandeur des SS-Polizei-Grenadier-Regiments 8 ernannt, das er sodann bis Mitte August 1944 befehligte. Im Dezember 1943 wurde die Polizei-Division mit ihren Regimentern nach Larisa verlegt. Dort sollte die Division im Rahmen des Unternehmens Gamsbock an der Partisanenbekämpfung gegen die Griechische Volksbefreiungsarmee (ELAS) teilnehmen. Einsatzraum war dabei Grevena-Metsovo-Konitsa-Argos Orestiko. Hier erfolgte am 20. April 1944 Dörners Beförderung zum SS-Standartenführer. Im Rahmen dieses Unternehmens wurden von Angehörigen der Polizei-Division Kriegsverbrechen gegen die Zivilbevölkerung verübt.
Nach dem Unternehmen Gamsbock wurde das Unternehmen Steinadler (3. bis 15. Juli 1944) als Anschlussunternehmen herausgegeben. Dabei kamen durch Sühnemaßnahmen mindestens 230 Menschen ums Leben. Besonders brutal war hier das von Dörner befehligte SS-Polizei-Grenadier-Regiment 8. Als Vergeltung für einen getöteten SS-Mann verübte Dörners Regiment am 8. Juli 1944 im Dorf Grevena ein Massaker unter der dortigen Zivilbevölkerung. Das Dorf mit seinen rund 700 Einwohnern war leer, da dessen Einwohner vor den Deutschen geflohen waren. Die Einheiten von Dörner trafen dennoch auf zwei Greise, die sie töteten. Drei weitere Kleinkinder wurden in der Umgebung aufgespürt und erschossen. Nach weiterer Durchkämmung des Gebietes trieben Angehörige des Regiments 42 Männer, Frauen und Kinder in einen Schafstall und zündeten diesen an. Die Menschen verbrannten bei lebendigem Leib. Nur ein kleiner Junge entkam, weil er durch einen Jaucheabfluss entkommen konnte. Er wurde jedoch verfolgt und erschossen. Das Stabsquartier von Dörner befand sich während dieser Zeit in Kipourio. Als das Regiment sich am 13. Juli 1944 zurückzog, befahl Dörner die Ortschaft niederzubrennen. An das Massaker erinnert heute eine Gedenktafel.
Das Regiment von Dörner zog sich anschließend über Rumänien nach Ungarn vor der Roten Armee zurück. Am 16. November 1944 erhielt Dörner die Verleihung des Eichenlaubs zum Ritterkreuz des Eisernen Kreuzes (650. Verleihung). In der Begründung zur Verleihung des Eichenlaubes, die ebenfalls in der Presse Anklang fand, wurden Dörners Leistungen im September und Oktober 1944 aufgeführt, als sein Regiment an der Vernichtung eines sowjetischen Regiments bei Szegedin entscheidenden Anteil hatte. Ferner war er für die erfolgreiche Rückführung eines eingeschlossenen Bataillons bei Debrecen verantwortlich. Darüber hinaus zeichnete sich Dörners Regiment bei den Kämpfen am Szolnok-Brückenkopf aus. In diesen Kämpfen war Dörners Regiment eine Tigerabteilung unterstellt. Die Kämpfe führten zur Bindung dreier sowjetischer Korps, wodurch das III. Panzerkorps bei Debrecen entlastet werden konnte. Vom 17. bis 21. August 1944 war Dörner kurzfristig auch mit der Führung der 4. SS-Polizei-Panzer-Grenadier-Division beauftragt, da der bisherige Divisionskommandeur, SS-Standartenführer Karl Schümers in Arta (Griechenland) gefallen war.
Am 2. Dezember 1944 wurde Dörner von seinem Posten herausgelöst und in die Führerreserve der Waffen-SS versetzt, wo er unter gleichzeitiger Kommandierung zum IX. SS-Gebirgskorps als Regiments- und Kampfgruppenkommandeur eingesetzt wurde. Am 15. Januar 1945 erfolgte in dieser Stellung seine Beförderung zum SS-Oberführer. Am 1. Februar 1945 erhielt Dörner als Führer einer Divisionskampfgruppe im Rahmen des IX. SS-Gebirgs-Korps die Schwerter zum Eichenlaub verliehen (129. Verleihung). Am 11. Februar 1945 fiel Dörner beim Ausbruchsversuch des IX. SS-Gebirgskorps unter dem Befehl von SS-Obergruppenführer und General der Waffen-SS Karl Pfeffer-Wildenbruch in Budapest an der Bolny-Akademie.